# ليبرتو كورني
ليبرتو كورني (بالإسبانية: Liberto Corney)‏ (20 فبراير 1905 – 1955) هو ملاكم أوروغواياني راحل، مثّل بلاده في الألعاب الأولمبية الصيفية 1924.

## روابط خارجية
ليبرتو كورني على موقع أوليمبيديا (الإنجليزية)